# De la sierra al valle
De la sierra al valle es una película argentina en blanco y negro dirigida por Antonio Ber Ciani sobre su propio guion escrito en colaboración con Claudio Martínez Payva que se estrenó el 28 de diciembre de 1938 y que tuvo como protagonistas a León Zárate, Alberto Gómez, Aída Luz y Milagros de la Vega. Fue rodada en Unquillo provincia de Córdoba.

## Sinopsis
Un patrón impide la práctica religiosa a gente del lugar y su hija tiene un romance con un joven que vive en la sierra.

## Producción
En 1938 era prácticamente una hazaña en el país llevar a cabo una filmación prolongada en localizaciones aisladas y con registro de sonido directo. Murúa, cuya capacidad artesanal está reconocida, instaló a todo el equipo técnico y artístico en un campamento en plena sierra y preparó un camión especial con un equipo de diseño propio para grabar sonido. Además, aprovechando su condición de radioaficionado, llevó un equipo que le permitía comunicarse periódicamente con Buenos Aires, informar sobre el avance del rodaje y conocer cómo había quedado el material ya filmado que iba enviando. Tras una primera exhibición privada en agosto de 1938, al menos una parte del filme fue rehecha.

## Reparto
- León Zárate ...Pinto
- Alberto Gómez ...Silvio
- Aída Luz...Rosaura
- Milagros de la Vega...Sra. Cuenca
- Carlos Perelli...Don Lucio
- Juan Siches de Alarcón...Padre Domingo
- Roberto Blanco...Dr. Núñez
- Marino Seré ...capataz
- Susana Martres ...Doña Ana
- Alicia Delio
- Salvador Arcella
- Pochita
- Luis Nieto

## Comentarios
Ulyses Petit de Murat en Crítica dijo:

«Es inútil que el director…haya perseguido el detalle natural –recodo del paisaje, claro arroyuelo serrano o duras crestas rocosas- con acierto e insistencia digna de todo encomio. Sobre ese fondo…circulan los fantasmas creados por el argumentista…Sus bocas se abren para sorprender…con frases declamatorias, abolidas ya hace tiempo por el buen teatro.»

Calki en El Mundo opinó:

«Se ha mirado hacia adentro. Se ha ido a hurgar en los lugares más bellos y agrestes de la serranía cordobesa…se logra una película limpia.»

Manrupe y Portela escriben:

«Dramón rural, de antaño.»

En Cine Argentino siempre II se dijo:

«Fue una de las pocas apariciones en el cine del actor cordobés León Zárate, de prolongada trayectoria teatral y gran convicción en la caracterización de personajes camperos como el que le toca aquí. Fue también el primer protagónico de la gran actriz Aída Luz. El gran mérito del film, además de contar con un excelente villano, es el modo en que el director Ber Ciani utilizó los exteriores en Córdoba, donde se realizó casi todo el rodaje.»

## Pérdida y hallazgo de la copia
Los negativos originales de la película se perdieron y en la colección Turner, donada al INCAA en 2012, sólo había una copia del filme en 16mm. En 2000 el INCAA adquirió una colección de filmes en nitrato que había pertenecido a Alfredo P. Murúa, que incluía una copia original en nitrato, completa y en excelente estado, de la cual el Instituto hizo un nuevo internegativo de 35mm. de imagen y sonido, para usar como nueva matriz de la que se extrajo una nueva copia para exhibir.